# Sledge
Sledge – miasto w Stanach Zjednoczonych, w stanie Missisipi, w hrabstwie Quitman.